# Kenji Tsuruta
Pour les articles homonymes, voir Tsuruta (homonymie).
鶴田 謙二
Kenji Tsuruta (鶴田 謙二, Tsuruta Kenji) est un auteur de bande dessinée japonaise, né le 9 mai 1961  à Hamamatsu, dans la préfecture de Shizuoka, au Japon.

## Œuvre

### Tankōbon
Kenji Tsuruta est l'auteur de plusieurs tankōbon.
- Spirit of Wonder
- SF Meibutsū – Shoki Sakuhinshū (SF名物-初期作品集?)
- Abenobashi Mahō Shōtengai : chara-design, auteur du manga
- Forget-me-not
- Nippon Furusato Chinbotsu (日本ふるさと沈没?) : anthologie
- Souvenirs d'Emanon Omoide Emanon (おもいでエマノン?) : scenario de Shinji Kajio
- Bōken Erekitetō (冒険エレキテ島?)
- L'île errante (2017, Latitudes) : 2 tomes, en cours.

### Artbooks
Kenji Tsuruta est l'auteur de plusieurs artbooks.
- suiso – hydrogen (水素-hydrogen?)
- Eternal
- Hitahita (ひたひた?)
- Comet (コメット, Kometto?)
- Tsuruta Kenji Kyōyō Gashū: Made in China (鶴田謙二教養画集 MADE IN CHINA?) : CD-ROM artbook

### Autre
- The Sky Crawlers (illustrations)